# Elizabeth Warren
Elizabeth Ann Warren (nhũ danh Herring; sinh ngày 22 tháng 6 năm 1949) là một học giả và chính trị gia người Mỹ, Thượng nghị sĩ Hoa Kỳ từ bang Massachusetts. Bà là một thành viên của Đảng Dân chủ, và trước đây là giáo sư chuyên về luật phá sản tại Trường Luật Harvard. Là một học giả pháp lý nổi bật, Warren là một trong những người được nhắc đến nhiều nhất trong lĩnh vực pháp luật thương mại trong khi còn ở tại Đại học Harvard. Bà là một nhà hoạt động ủng hộ bảo vệ người tiêu dùng mà kết quả đã dẫn đến khái niệm và thành lập của Cục Bảo vệ tài chính tiêu dùng Hoa Kỳ. Warren đã viết một số tác phẩm nghiên cứu và phổ biến nó, và được nhắc đến thường xuyên trong các cuộc phỏng vấn truyền thông liên quan đến nền kinh tế Mỹ và tài chính cá nhân.
Sau cuộc Khủng hoảng tài chính toàn cầu 2008, Warren được bổ nhiệm làm chủ tịch giám sát điều chỉnh Quốc hội, tạo ra để giám sát các chương trình cứu trợ nợ xấu (TARP). Sau đó, bà từng là Trợ lý Tổng thống và Cố vấn đặc biệt của bộ trưởng Ngân khố cho Cục Bảo vệ tài chính tiêu dùng dưới Tổng thống Barack Obama. Trong khoản cuối những năm 2000, bà được công nhận bởi các tạp chí lớn như tạp chí luật pháp quốc gia và Time 100 như là một người có những chính sách công ngày càng có ảnh hưởng.
Trong tháng 9 năm 2011, Warren tuyên bố ứng cử vào Thượng viện Mỹ, thách thức Thượng nghị sĩ đương nhiệm Scott Brown của đảng Cộng hòa. Bà giành chiến thắng trong cuộc tổng tuyển cử vào ngày 06 tháng 11 năm 2012, và trở thành nữ Thượng nghị sĩ đầu tiên từ Massachusetts. Bà đã được giao quản lý Ủy ban đặc biệt của Thượng viện về người già; và Ủy ban vấn đề đô thị về ngân hàng, nhà ở; và Ủy ban Hưu bổng, Y tế, Giáo dục, Lao động.
Warren là một nhân vật hàng đầu trong Đảng Dân chủ theo hướng Cấp tiến của Hoa Kỳ. Bà đã được đề cập đến thường xuyên bởi chuyên gia chính trị như một là một ứng cử viên tổng thống tiềm năng trong cuộc Bầu cử tổng thống Hoa Kỳ 2016. Tuy nhiên, Warren đã nhiều lần tuyên bố rằng bà không có ý định tranh cử tổng thống. Bà không ủng hộ chính thức cho bất kỳ ứng cử viên nào cho đề cử của đảng Dân chủ năm 2016, và giữ vị trí trung lập. Ngày 9 tháng 6, bà ủng hộ Hillary Clinton tranh cử tổng thống.

## Tác phẩm
Bài báo chọn lọc
- Warren, E. (1987). "Bankruptcy Policy". Quyển 54 số 3. The University of Chicago Law Review. tr. 775–814. JSTOR 1599826. {{Chú thích tạp chí}}: Chú thích magazine cần |magazine= (trợ giúp)
- Warren, E. (1992). "The Untenable Case for Repeal of Chapter 11". The Yale Law Journal. Quyển 102 số 2. tr. 437–479. JSTOR 796843.
- Warren, E. (1993). "Bankruptcy Policymaking in an Imperfect World". Michigan Law Review. Quyển 92 số 2. tr. 336–387. JSTOR 1289668.
- "Principled Approach to Consumer Bankruptcy". American Bankruptcy Law Journal. Quyển 71. Heinonline.org. 1997. tr. 483.
- "The Bankruptcy Crisis" (PDF). Indiana Law Journal. Quyển 73 số 4. Fall 1998. tr. 1079.
- Warren, Elizabeth; Westbrook, Jay Lawrence (tháng 1 năm 2000). "Financial Characteristics of Businesses in Bankruptcy". Quyển 73. tr. 499. doi:10.2139/ssrn.194750. SSRN 194750. {{Chú thích tạp chí}}: Chú thích magazine cần |magazine= (trợ giúp)
- Himmelstein, DU; Warren, E; Thorne, D; Woolhandler, S (2005). "Illness and injury as contributors to bankruptcy". Health affairs (Project Hope). Quyển Suppl Web Exclusives. tr. W5–63–W5–73. doi:10.1377/hlthaff.w5.63. PMID 15689369.
- "The Vanishing Middle Class". In Edwards, John, biên tập (2007). Ending Poverty in America: How to Restore the American Dream. The New Press. ISBN 978-1-59558-176-1.
- Himmelstein, David U.; Warren, Elizabeth; Thorne, Deborah; Woolhandler, Steffie J. (2005). "Illness and Injury as Contributors to Bankruptcy". doi:10.2139/ssrn.664565. {{Chú thích tạp chí}}: Chú thích magazine cần |magazine= (trợ giúp)
- Himmelstein, DU; Thorne, D; Warren, E; Woolhandler, S (2009). "Medical bankruptcy in the United States, 2007: Results of a national study". The American Journal of Medicine. Quyển 122 số 8. tr. 741–6. doi:10.1016/j.amjmed.2009.04.012. PMID 19501347.

Sách
- As We Forgive Our Debtors: Bankruptcy and Consumer Credit in America. Oxford University Press. 1989. ISBN 978-0-19-505578-8. (with Teresa A. Sullivan and Jay Westbrook)
- The Fragile Middle Class: Americans in Debt. Yale University Press. 2001. ISBN 978-0-300-09171-7. (with Teresa A. Sullivan and Jay Westbrook)
- The Two-Income Trap: Why Middle-Class Parents are Going Broke. Basic Books. 2004. ISBN 978-0-465-09090-7. (with Amelia Warren Tyagi)
- All Your Worth: The Ultimate Lifetime Money Plan. Simon & Schuster. 2006. ISBN 978-0-7432-6988-9. (with Amelia Warren Tyagi)
- Casenote Legal Briefs: Commercial Law. Aspen Publishers. 2006. ISBN 978-0-7355-5827-4. (with Lynn M. LoPucki, Daniel Keating, Ronald Mann, and Normal Goldenberg)
- The Law of Debtors and Creditors: Text, Cases, and Problems (ấn bản thứ 6). Aspen Publishers. 2008. ISBN 978-0-7355-7626-1. (with Jay Westbrook)
- Chapter 11: Reorganizing American Businesses (Essentials). Aspen Publishers. 2008. ISBN 978-0-7355-7654-4.
- Secured Credit: A Systems Approach. Wolters Kluwer. 2008. ISBN 978-0-7355-7649-0. (with Lynn M. LoPucki)
- A Fighting Chance. Metropolitan Books. 2014. ISBN 978-1627790529.